# NGC 5049
NGC 5049 is een lensvormig sterrenstelsel in het sterrenbeeld Maagd. Het hemelobject werd op 31 december 1785 ontdekt door de Duits-Engelse astronoom William Herschel.

## Synoniemen
- MCG -3-34-37
- UGCA 343
- PGC 46166